# Samuel Plimsoll
Pour les articles homonymes, voir Plimsoll.
Samuel Plimsoll (né le 10 février 1824 à Bristol - mort le 3 juin 1898 à Folkestone) est un homme politique britannique qui contribua à la sécurité et au bien-être des marins en donnant naissance à la ligne de Plimsoll, symbole international de limite de charge des navires.

## Historique
Ayant quitté l'école à un jeune âge, Plimsoll devint commis, puis fut promu gérant d'une brasserie dans le Yorkshire. En 1853, il tenta sa chance dans les affaires et devint marchand de charbon à Londres. Il échoua et en fut réduit à la pauvreté.
Cette expérience marquante l'encouragea à lutter pour l'amélioration du sort des moins nantis. Ses efforts étaient particulièrement dirigés contre les navires-cercueils, ces navires en mauvais état et surchargés que des armateurs peu scrupuleux envoyaient à leur perte en récoltant la généreuse prime d'assurance contractée avant le départ. De nombreux équipages périrent à bord de ces navires-cercueils. À cette époque, un marin engagé sur un navire ne pouvait refuser d'embarquer s'il trouvait le navire en mauvais état ou surchargé, il ne lui restait donc que le choix entre la prison et l'espoir de terminer le voyage.
Plimsoll fut élu au Parlement en qualité de député libéral de Derby en 1868. Il s'acharna en vain à légiférer sur les navires-cercueils. En 1872, il publia l'ouvrage Our Seamen qui fit grande impression sur le public. Par ailleurs, sur une résolution de Plimsoll, une commission royale fut chargée, en 1873, d'enquêter sur les pratiques de la marine marchande. Cette commission émit certaines recommandations concernant le département de la marine du ministère du commerce, tout en affirmant qu'il incombait aux armateurs plutôt qu'au gouvernement de maintenir les vaisseaux en état de naviguer.
Un projet de loi sur les navires-cercueils fut déposé en 1875. Plimsoll se résolut à le soutenir, même s'il le jugeait inadéquat. Le 22 juillet de la même année, le premier ministre Benjamin Disraeli annonça à la Chambre que le projet de loi serait abandonné. Plimsoll perdit son sang-froid et qualifia de scélérats les membres de la Chambre en levant le poing vers le Président. Disraeli exigea que Plimsoll soit réprimandé, mais accepta d'ajourner la question d'une semaine sur la proposition de Lord Hartington, afin de permettre à Plimsoll de réfléchir. Plimsoll présenta ses excuses mais, soutenu par l'opinion publique, le projet de loi fut adopté.
Il fut donc obligatoire, à partir de 1876, pour les armateurs britanniques d'apposer une ligne de charge maximum sur les flancs des navires. Toujours en vigueur aujourd'hui le cercle est également connu sous le nom de cercle de Plimsoll.
Plimsoll fut réélu député de Derby à une grande majorité lors du scrutin de 1880, mais il céda son siège à William Vernon Harcourt. Il occupa quelques années le poste de président honoraire du syndicat national des marins et des pompiers.

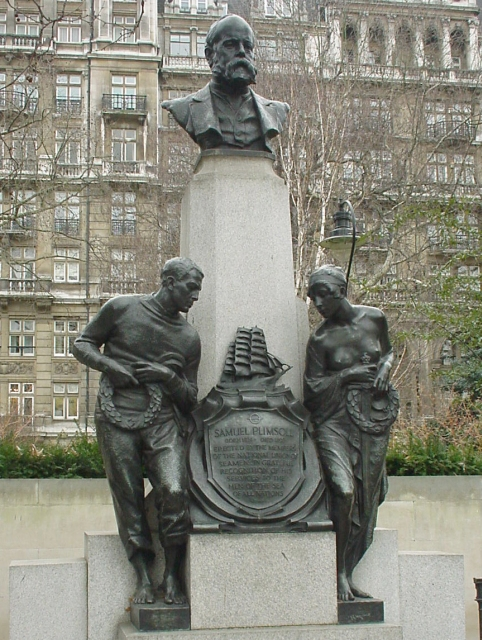
Memorial dédié à Samuel Plimsoll (Londres)

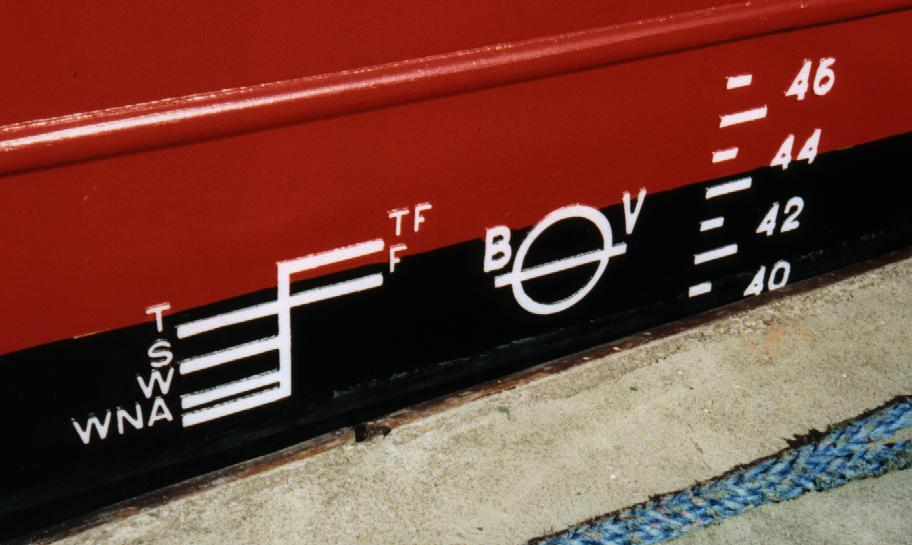
Cercle de Plimsoll et marques de franc-bord apposés sur les murailles des navires

## La publication Our seamen

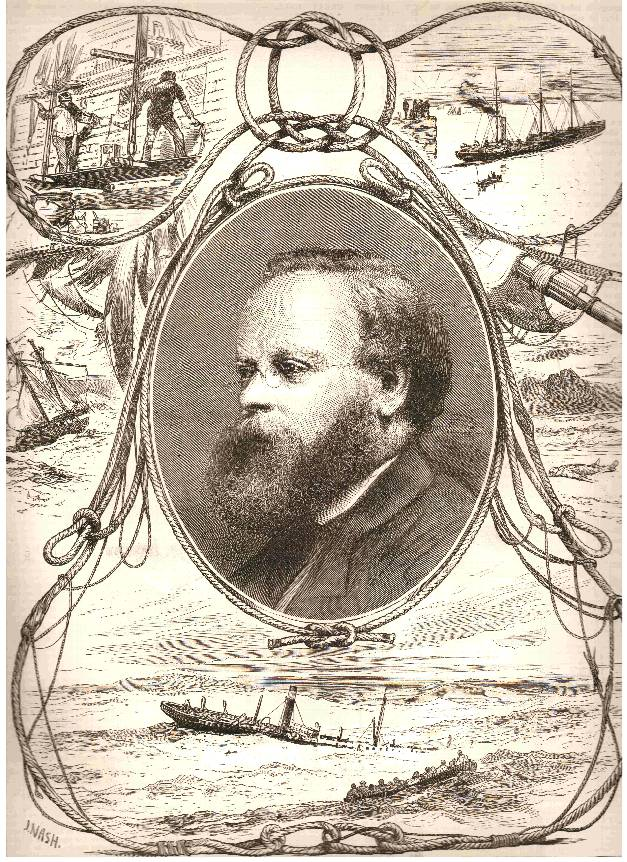
Gravure parue le 28 août 1875 dans le journal The Graphic.

Dans ce document Samuel Plimsoll donne des détails sur les pertes en vies humaines dans la zone côtière des 10 milles de la côte anglaise. En 1871, il en dénombre 626, le record des dix dernières années étant en 1867 ou l'on dénombre 1333 perdus en mer.
Il liste ensuite les causes qu'il pense être à l'origine de ces naufrages :
- Équipages insuffisants en nombre pour manœuvrer en cas de mauvais temps.
- Mauvais chargement du navire (problèmes de stabilité).
- Puissance machine trop faible.
- Surévaluation des sommes assurées (un navire acheté 300 livres est assuré pour 1000 livres en cas de perte).
- Mauvaise qualité de la construction.
- Mauvaise maintenance.
- Jumboïsation irresponsable (le fait d'allonger un navire existant en ajoutant une partie au milieu).
- Enfin la surcharge des navires.

Passage de la conclusion de Samuel Plimsoll – Our seamen – 1872.
«Whoever you are who read this, help the poor sailors, for the love of God. If you are a man of influence, call a meeting and confer on this appeal; if you are not, and will write to me, I will try to show you how to help. If you refuse — but this I cannot think — but if you refuse or neglect to use your influence, before another year has run its course at least five hundred — five hundred men! — now in life, will strew the bottom of the sea with their dead, unburied, unresting bodies, and desolation and woe will have entered many and many a now happy home...»
Traduction libre : «Qui que vous soyez et lisez ceci, aidez les pauvres marins, pour l'amour de Dieu. Si vous êtes une personne influente, organisez une réunion et adhérez à cet appel, si vous ne l'êtes pas mais que vous m'écrivez, j'essaierai de vous montrer comment aider. Si vous refusez — mais je n'ose l'imaginer — si vous refusez ou négligez d'utiliser votre influence, avant la fin d'une autre année, pas moins de cinq cents — cinq cents hommes ! — actuellement en vie joncheront de leurs cadavres sans sépulture et sans repos le fond de la mer, la désolation et le chagrin auront alors pénétré dans tant et tant de foyers heureux...»

## Médaillons historiques
Samuel Plimsoll était l'ami des marins. Deux types de médaillons ont été mis en vente en 1875, un de 25 mm de diamètre, l'autre de 35 mm de diamètre, tous deux en laiton. Ces deux médaillons signés du graveur médailleur A.Chevalier, représentent au recto le visage de Samuel Plimsoll de profil et au verso un coffin ship (navire cercueil) en péril, une tête de mort apparaît dans le hunier d'avant.
Au XXe siècle (vers 1974), un médaillon commémoratif a été frappé à son nom, en argent (numéro 65 de la série The Mountbatten medallic history of Great Britain and the sea comportant 100 pièces), ce dernier a 44 mm de diamètre. La série était en tirage limité (1500 exemplaires portant chacun un numéro sur la tranche). Au recto est représenté Samuel Plimsoll debout de profil sur le quai, assistant au chargement d'un navire, avec la mention The sailor's friend. Au verso la mention suivante est inscrite : « His campaign to improve the seaman's lot resulted in the introduction of the loadline » (traduction libre : Sa campagne pour améliorer le sort des marins a débouché sur l'introduction de la réglementation des marques de franc-bord).

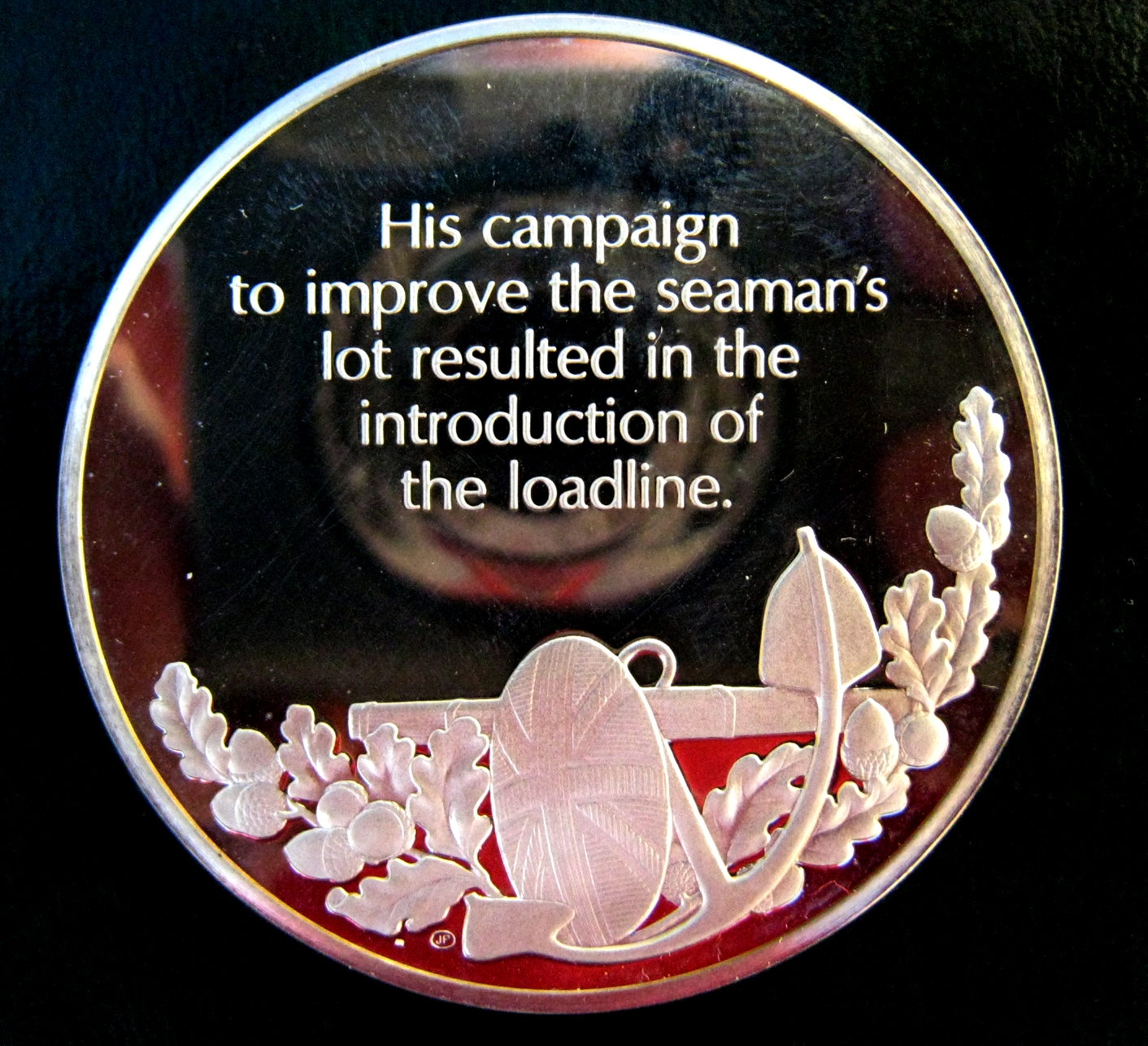
Médaillon argent 44 mm (verso)
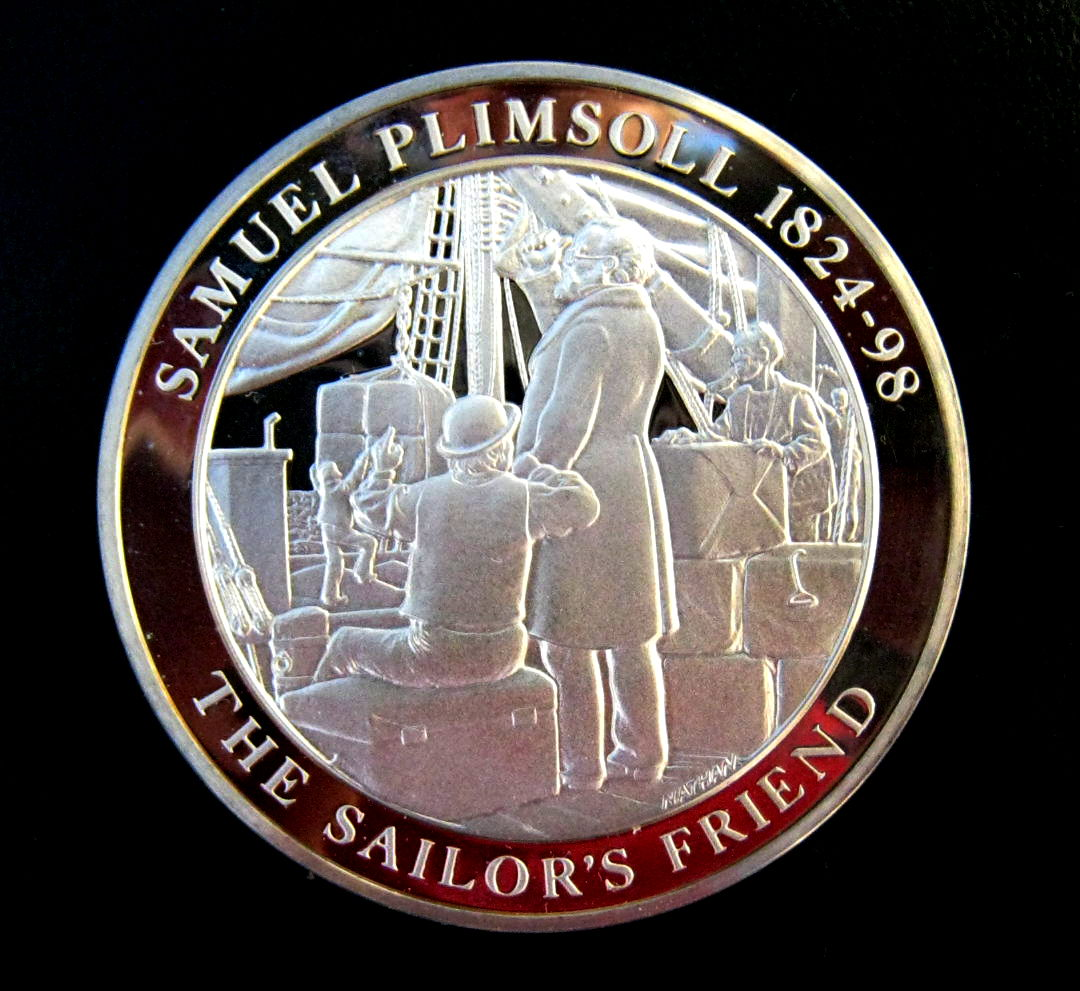
Médaillon argent 44 mm (recto)
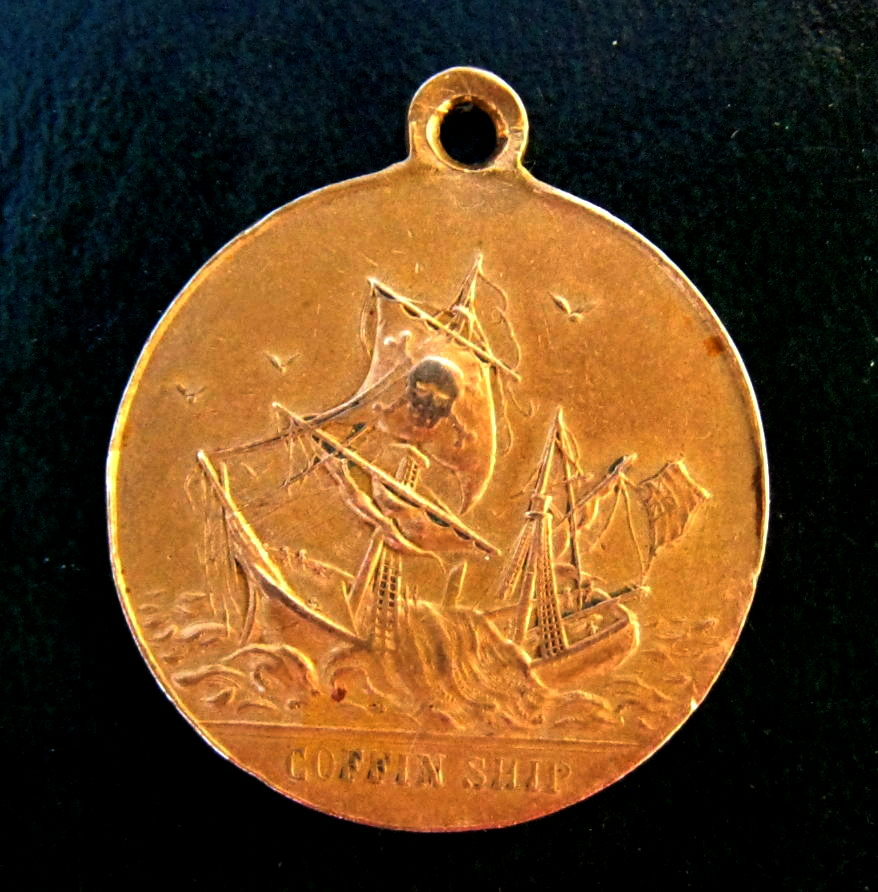
Médaillon 25 mm (verso) 1875
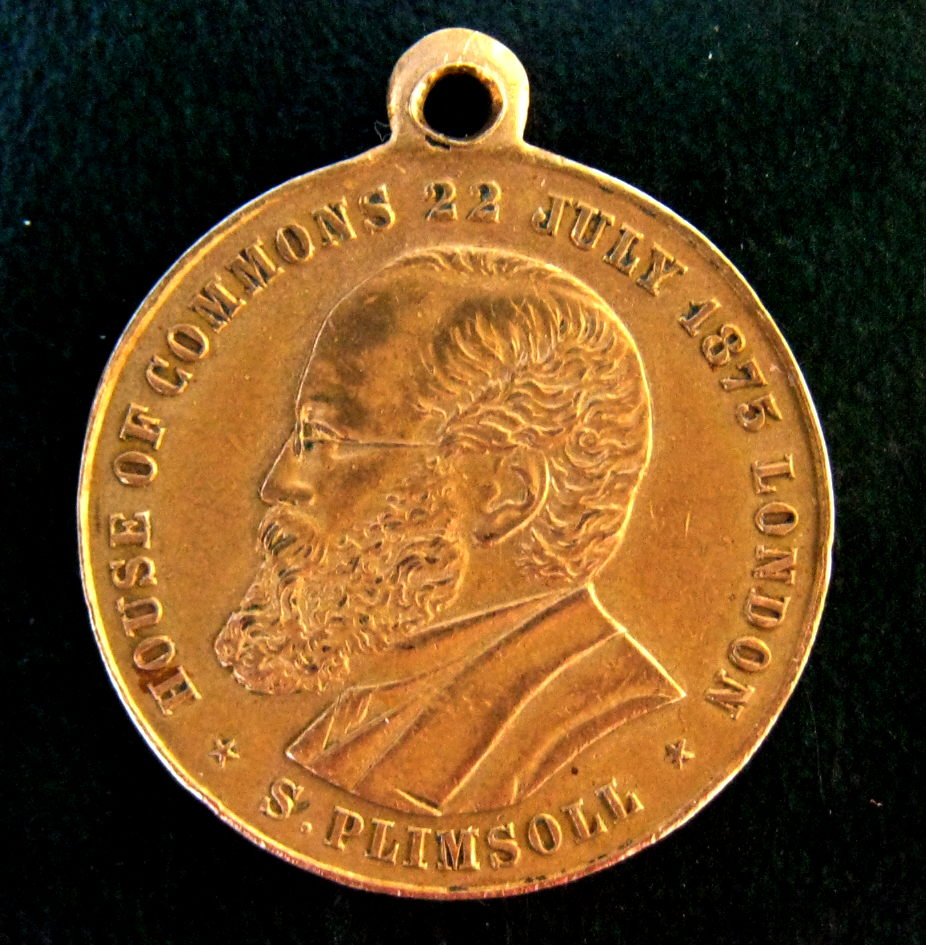
Médaillon 25 mm (recto) 1875
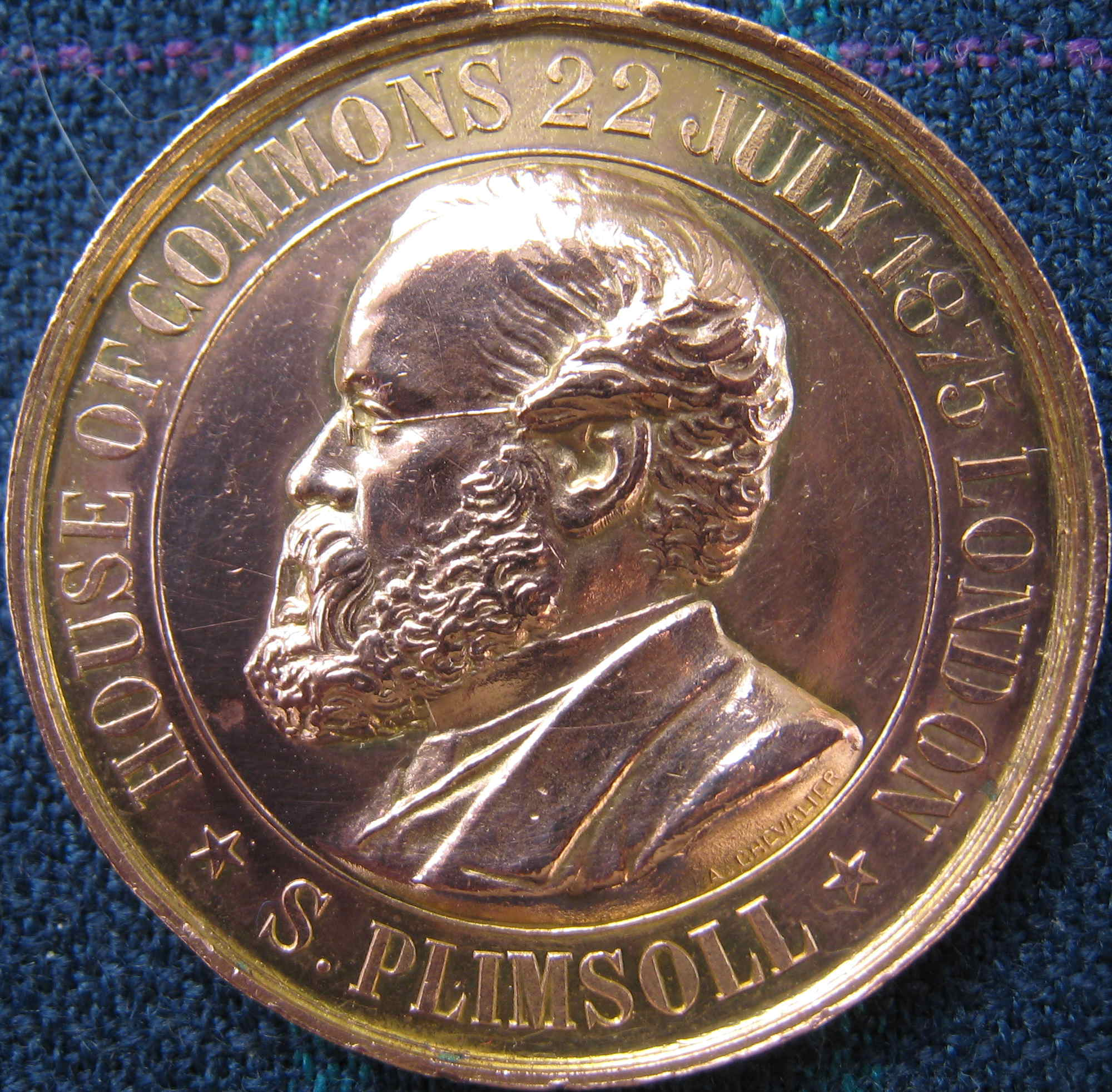
Médaillon 35 mm (recto) 1875
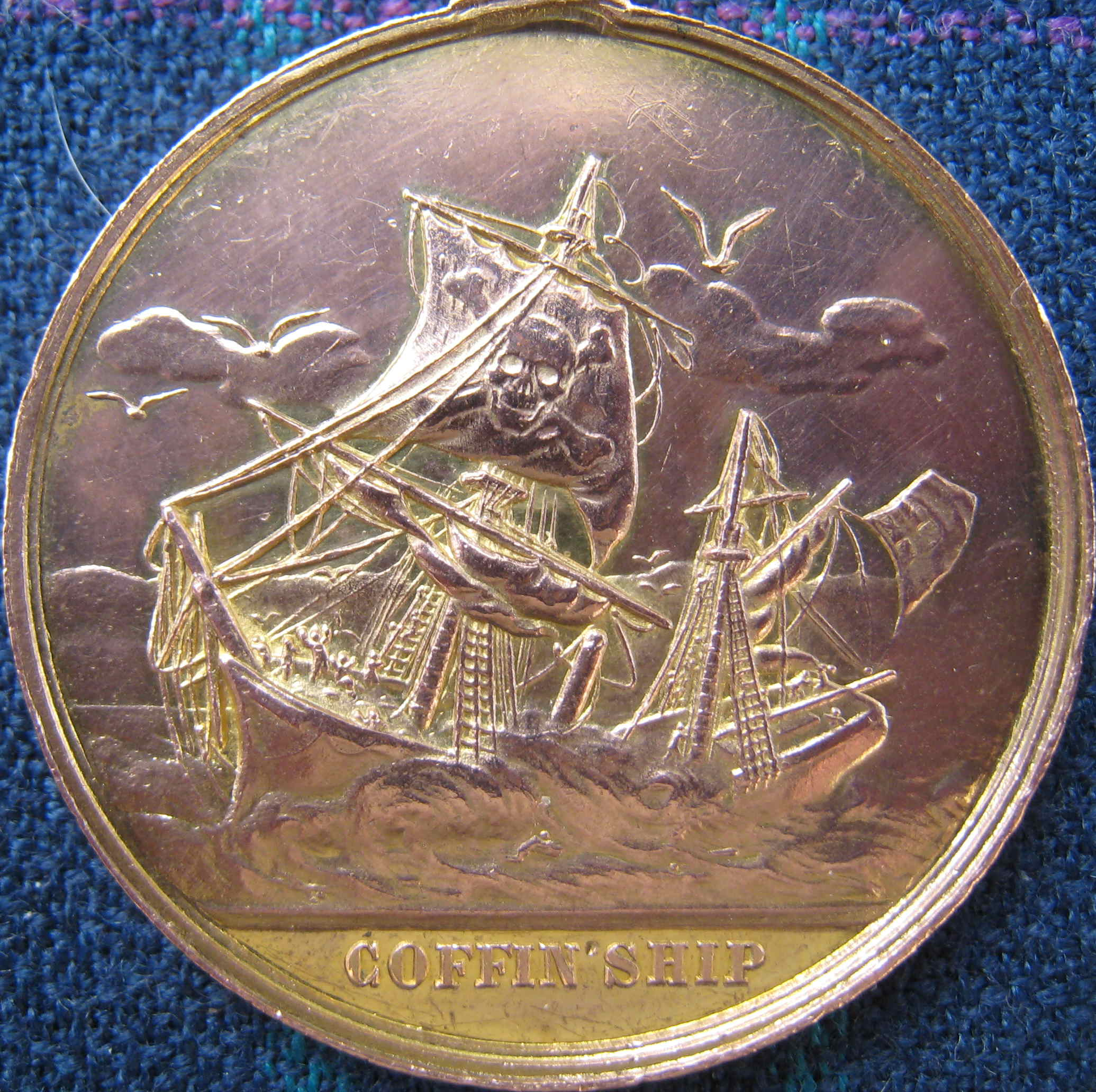
Médaillon 35 mm (verso) 1875